# Голубая Нива
Голубая Нива — посёлок в Славянском районе Краснодарского края.
Административный центр сельского поселения Голубая Нива.

## Социальная сфера
Школа, детский сад, детская школа искусств, дом культуры, библиотека, амбулатория, аптечный киоск, отделение почты, 3 магазина.

## География

### Улицы
- ул. Восточная,
- ул. Западная,
- ул. Мира,
- ул. Молодёжная,
- ул. Пионерская,
- ул. Промышленная,
- ул. Радькова,
- ул. Речная,
- ул. Северная,
- ул. Торговая,
- ул. Школьная.

## История
Посёлок Голубая Нива зарегистрирован 9 декабря 1981 года.

## Население
| 2002  | 2010  | 2012  | 2013  | 2014  | 2015  | 2016  |
| ----- | ----- | ----- | ----- | ----- | ----- | ----- |
| 1733  | ↘1693 | ↘1681 | ↗1686 | ↗1695 | ↘1694 | ↘1661 |
| 2017  | 2018  | 2019  | 2020  | 2021  | 2023  |       |
| ↗1662 | ↘1637 | ↘1616 | ↘1609 | ↘1453 | ↘1410 |       |